# Boczki (Łowicz)
Pour les articles homonymes, voir Boczki.
Boczki (prononciation [ˈbɔt͡ʂki]) est un village de la gmina de Kocierzew Południowy, du powiat de Łowicz, dans la voïvodie de Łódź, situé dans le centre de la Pologne.
Il se situe à environ 6 kilomètres au sud de Kocierzew Południowy (siège de la gmina), 10 kilomètres au nord-est de Łowicz (siège du powiat) et 57 kilomètres au nord-est de Łódź (capitale de la voïvodie).
Sa population s'élevait approximativement à 381 habitants en 2011.

## Administration
De 1975 à 1998, le village était attaché administrativement à l'ancienne voïvodie de Skierniewice.

Depuis 1999, il fait partie de la nouvelle voïvodie de Łódź.